# Grozden
Grozden (bułg. Грозден) – wieś w Bułgarii, w obwodzie Burgas, w gminie Sungurłare. Według danych szacunkowych Ujednoliconego Systemu Ewidencji Ludności oraz Usług Administracyjnych dla Ludności, 15 czerwca 2020 roku miejscowość liczyła 799 mieszkańców.

## Osoby związane z miejscowością

### Urodzeni
- Dimityr Kosew (1904–1996) – bułgarski rektor Uniwersytetu Sofijskiego

### Związani
- Żelu Żelew (1935–2015) – bułgarski prezydent, żył w tej wsi 6 lat (1966–1972)